# روتوایلر (فیلم)
روتوایلر (انگلیسی: Rottweiler) فیلمی در ژانر ترسناک و علمی–تخیلی است که در سال ۲۰۰۴ منتشر شد. از بازیگران آن می‌توان به ویلیام میلر اشاره کرد.